# Henri Victor Regnault
Henri Victor Regnault FRS HFRSE (n. 21 iulie 1810, Aachen, Franța – d. 19 ianuarie 1878, Paris, Franța) a fost un chimist și fizician francez, fiind cel mai bine cunoscut pentru măsurătorile sale minuțioase ale proprietăților termice ale gazelor. El a fost un specialist în termodinamică timpuriu și a fost mentorul lui William Thomson la sfârșitul anilor 1840.